# Risjon Letsion

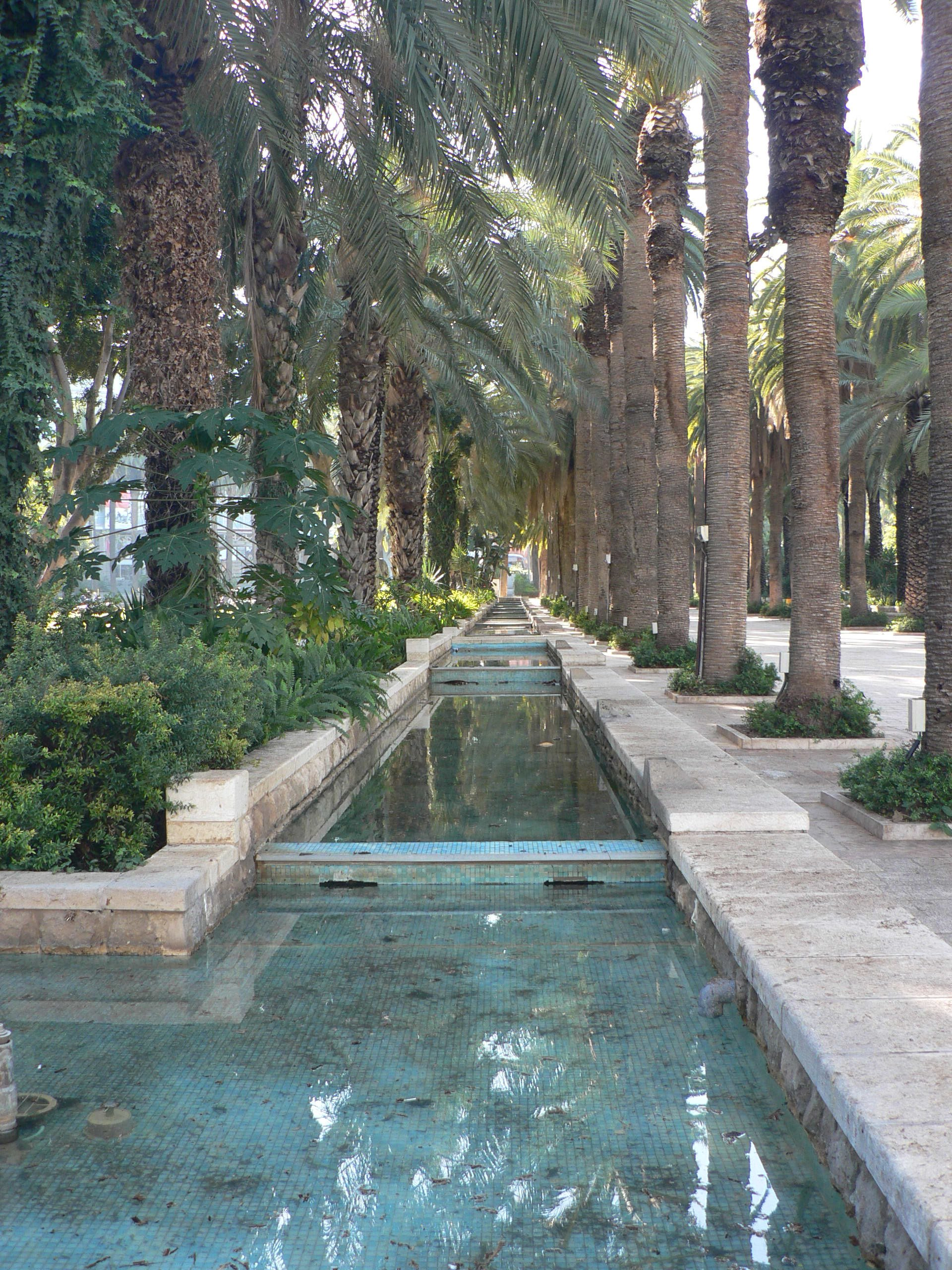
Het Moshavapark

Risjon Letsion of Rishon LeZion (Hebreeuws: ראשון לציון), soms afgekort als Risjon, is een stad in Israël. De stad valt onder het district Centrum en bevindt zich in de kuststrook, ze ligt ongeveer 20 kilometer ten zuidoosten van Tel Aviv.
De stad maakt deel uit van de Goesj Dan, de metropool van Tel Aviv. Met 257.100 inwoners (2022) is ze na Jeruzalem, Tel Aviv en Haifa de vierde stad van Israël. Burgemeester is sinds 2018 Raz Kinstlich.

## Geschiedenis
Zoals de naam Risjon Letsion (vertaald: 'Eerste in Tsion') aanduidt, was het de eerste nederzetting die door zionistische immigranten tot stand werd gebracht.
Zij werd in 1882 door tien pioniers uit Rusland gesticht die het voor elkaar kregen 835 m2 land te bemachtigen om er een dorp op te bouwen. Zij werden daarbij financieel bijgestaan door de bekende joodse bankiersfamilie Rothschild.
Edmond Rothschild was er mede verantwoordelijk voor dat er in 1887 begonnen werd met wijnbouw. Risjon Letsion staat tegenwoordig bekend vanwege de wijn die er wordt gemaakt door Carmel Mizrahi, Israëls grootste wijnbedrijf.

## Modern Risjon Letsion
Vandaag de dag wordt Risjon Letsion gekenmerkt door een hoge levensstandaard. De bevolking bestaat vrijwel uitsluitend uit seculiere joden; de religieuze bevolking vormt een kleine minderheid.
De belangrijkste inkomstenbronnen zijn wijn, constructie, diensten en handel. Het heeft een speciale wijk voor kleine fabrieken en ondernemingen.
Veel winkelcentra zijn gebouwd in het gedeelte “Nieuw-West”, een modern deel van Risjon Letsion. De grootste winkelcentra zijn het Rothschild Center in het oude centrum en de Gouden Mall (Kanyon ha-Zahav) in Nieuw-West.
Elk jaar wordt er een wijnfestival gehouden. Verder is Rishon LeZion bekend door de vele winkelcentra en het “Amfi Park” waar bekende artiesten als Sting, Metallica en dergelijke hebben opgetreden. Ook is er een groot attractiepark met achtbanen en een promenade. Voorts kent de stad een eigen symfonieorkest.
Wat onderwijs betreft, herbergt Risjon Letsion veel basisscholen en scholen voor voortgezet onderwijs, hogescholen en de faculteit diergeneeskunde van de Hebreeuwse Universiteit van Jeruzalem.

## Bezienswaardigheden
- The Midrachov (winkelcentrum)
- Gan HaMoshava (ook genoemd "Gan Ha-Nadiv") - Park
- De Grote Synagoge
- De oude watertoren
- Beit Yad LeBanim – was oorspronkelijk het kantoor van Edmond James de Rothschild. Het is nu in gebruik als gedenkplaats voor oorlogsslachtoffers.
- Het Risjon Letsion geschiedenismuseum
- De eerste Hebreeuwse school - Beit Sefer Haviv
- Yekev Carmel Mizrahi - een oude wijnmakerij, die nu de grootste van Israël is
- Heichal Ha-Tarbut ('Hal van de Cultuur') - een modern centrum voor concerten, theater en culturele evenementen
- Superland - Risjon's grote attractiepark (gelegen in het New West bij de zee)

## Verkeer en vervoer
- Station Risjon Letsion West

## Sport
Hapoel Ironi Rishon LeZion is de professionele voetbalclub van Risjon Letsion.

## Bekende inwoners

### Geboren
- Yaacov Agam (1928), kunstschilder en beeldend kunstenaar
- Tal Ben-Haim (1982), voetballer
- Omer Damari (1989), voetballer
- Mei Finegold (1982), zangeres
- Rami Gershon (1988), voetballer
- Ophir Pines-Paz (1961), politicus
- Eran Zahavi (1987), voetballer

### Woonachtig
- Edmond James de Rothschild (1845-1934), Joods-Frans filantroop en zionist

## Stedenbanden
- Brașov (Roemenië)
- Charkiv (Oekraïne)
- Debrecen (Hongarije)
- Gondar (Ethiopië)
- Heerenveen (Nederland), 26 april 1993 - 18 april 2016
- Lublin (Polen)
- Metrowest (Verenigde Staten)
- Münster (Duitsland)
- Nîmes (Frankrijk), sinds 1986
- Prince Georges County (Verenigde Staten)
- Sint-Petersburg (Rusland)
- Teramo (Italië)
- Tianjin (China)